# بيدشك (كيسكان)
بيدشك (بالإنجليزية: Bideshk, Kiskan)‏ هي مستوطنة تقع في إيران في قسم كيسكان الريفي. يقدر عدد سكانها بـ 27 نسمة .